# Синишин Павло Романович
Павло́ Рома́нович Сини́шин — полковник Збройних сил України.
Очолював факультет бойового застосування військ Національної академії імені гетьмана Сагайдачного.

## Нагороди
За особисту мужність і героїзм, виявлені у захисті державного суверенітету та територіальної цілісності України, вірність військовій присязі під час бойових дій та при виконанні службових обов'язків, відзначений — нагороджений
- 3 листопада 2015 року — орденом Богдана Хмельницького III ступеня.